# Douze Tribus d'Israël (rastafari)
Pour les tribus de l'Ancien Testament, voir Tribus d'Israël.
Les Douze Tribus d'Israël (en anglais, Twelve Tribes of Israel) est un ordre du mouvement rastafari, avec les Nyabinghi et les Bobo Dread (ou Bobo Shanti), fondé en 1968 par Vernon Carrington, alias Prophet Gad.
C'est un mouvement très structuré aux ramifications mondiales. Il laisse une grande latitude à ses membres qui sont libres de porter ou pas des dreadlocks, de manger de la viande (excepté le porc ou autres animaux impurs d'après la Bible). L'enseignement principal réside dans le fait de lire la Bible à raison d'un chapitre par jour selon la vision de Prophet Gad alias Dr Vernon Carrington. Enfin, comme pour toute ramification du mouvement Rastafari, les discours et idées de S.M.I Hailé Sélassié Ier restent une priorité.
Du fait de leur ouverture à toutes les ethnies et leur acceptation de la Bible, les Douze Tribus d'Israël, bien que n'étant pas la plus ancienne, sont considérées comme la plus grande de toutes les congrégations Rastafari.

## La branche musicale des Douze Tribus d'Israël
Les Douze Tribus d'Israël possèdent le sound system JahLoveMuzik et le label Orthodox.

## Discographie
- 1980 - Showcase Vol. 1 (référence DSR9734)
- 1982 - Visionaires - To have a home

## Musiciens jamaïcains membres des Douze Tribus
- Bob Marley (proche du mouvement)
- Brigadier Jerry
- Ijahman
- Dennis Brown
- Israel Vibration
- Freddie McGregor
- Pablove Black
- Sangie Davis
- Albert Malawi
- Judah Eskender Tafari
- Milton Littleyouth Harris

…